# Цибіріка
Цибіріка (рум. Țibirica) — село у Калараському районі Молдови. Адміністративний центр однойменної комуни, до складу якої також входить село Скіноаса.

## Історія
Перша письмова згадка про село Цибіріка датується 1603 роком. Існує легенда про заснування селища Цибіріка. Колись давно бродив по Кодру циганський табір. Вибравши місце зимового привалу на узліссі, цигани побачили пагорби рідкісної краси, вирішили влаштуватися тут і сховатися від суворих зимових вітрів. Але одного разу боярин вирушив оглянути свої маєтки і побачив циганський табір. Боярин зажадав, щоб у оплату цигани попрацювали на його землі. Якось боярин з дочкою проїжджали повз табору, і дівчина вийшла з коляски помилуватися природою. У цей момент на неї кинувся пес по кличці Ріка. На крики дівчини прибіг один з циган, на повний голос кличучи собачку «Циби, Циби, Циби, Ріка!». Побачив боярин, що дочку врятували, і дозволив циганам назавжди залишатися в його маєтку. Так село отримало назву Цибіріка, яке збереглося до нашого часу.

## Населення
За даними перепису населення 2004 року у селі проживала 2431 особа.
Національний склад населення села:
| Національність   | Кількість осіб | Відсоток   |
| ---------------- | -------------- | ---------- |
| молдавани румуни | 2422 5         | 99,6% 0,2% |
| українці         | 3              | 0,1%       |
| росіяни          | 1              | < 0,1%     |
| Всього           | 2431           | 100%       |